# مقاطعة قمشي
مقاطعة قمشي هي مقاطعة في ولاية قشقداريا في أوزبكستان، ومركزها مدينة قمشي.